# José Joaquín Eugenio Fernández de Lizardi Gutiérrez
José Joaquín Eugenio Fernández de Lizardi Gutiérrez (Ciudad de México, 15 de noviembre de 1776-Ciudad de México, 21 de junio de 1827), también conocido como El Pensador Mexicano, fue un escritor novohispano, autor de la novela El Periquillo Sarniento.
La mayor parte de su trabajo se desarrolló en el ámbito de la escritura periodística, "una de las cumbres de la prosa decimonónica en nuestra lengua", según el crítico literario Christopher Domínguez Michael, pero es mejor recordado por ser el primer novelista de América Latina al escribir en 1816 El Periquillo Sarniento. 
Su obra ha sido de interés para los estudiosos de la lingüística, de la dialectología, de la sociolingüística y de la psicología, por la descripción de la vida, la lengua y las costumbres de los últimos años. de la Nueva España. En El Periquillo Sarniento, Fernández de Lizardi recrea el lenguaje de la jerga estudiantil; el habla de los abogados y los médicos; la jerigonza de los jugadores, de los ladrones, del bajo mundo en general; el dialecto de los indígenas; la variedad léxica de las comidas, las bebidas y la indumentaria. Las leyendas, las supersticiones, los tabúes y el habla popular por él presentados han sido también relevantes para los estudios del folclor mexicano.

## Primeros años
Fernández de Lizardi nació el 15 de noviembre de 1776 en la Ciudad de México, hijo de los criollos Bárbara Gutiérrez, hija por su parte del librero poblano Agustín Gutiérrez Dávila, y Manuel Hernández Lizardi, nombrado físico, o médico, en el Real Colegio de Tepotzotlán. Fue en la misma Tepotzotlán donde Lizardi obtuvo sus primeros estudios y donde aprendió latín. Más tarde, en 1793, habría de realizar sus estudios secundarios y universitarios en el Colegio de San Ildefonso, donde cursó filosofía con Manuel Sánchez y Gómez. Sin embargo, en palabras de Lizardi: "no me gradué ni de Bachiller porque al tiempo de los grados se enfermó mi padre que era médico del colegio de Tepotzotlán, fui a asistirlo, y ‘destripé’ el curso".
Después de la muerte de su padre obtuvo el puesto de juez interino en Taxco y, luego, de un pueblo del distrito de Acapulco. En 1805 se casó con Dolores Orendáin y es hasta su primera colaboración literaria en 1808: un verso celebratorio, una polaca, en loor de Fernando VII. A partir del 11 de noviembre de 1810, cuando todavía ejercía como juez interino en Taxco, entra en correspondencia con el virrey novohispano Francisco Xavier Venegas. El 25 de junio de 1812 virrey expidió la orden de desaforar a los eclesiásticos que se habían puesto del lado de los insurgentes. Lizardi publicó una acalorada respuesta en El Pensador mexicano, pidiendo la revocación de la orden. En respuesta, Venegas lo encarceló, suprimió la libertad de prensa que "garantizaba" la constitución de 1812 y persiguiendo con vehemencia a todos los escritores que habían mostrado simpatía con la causa insurgente.
Con la entrada de los realistas en Taxco, Lizardi será aprisionado. En enero de 1811, Lizardi se dirigirá a la Ciudad de México para defenderse frente al virrey y buscar su libertad, la cual obtiene al argumentar que él solamente buscaba actuar en beneficio de la población de la ciudad.

## Actividad periodística
Después de que Lizardi obtiene su libertad, permanece en la Ciudad de México, donde vivirá precariamente de su labor como periodista. Es a partir de este momento que comienza "su labor de escritor volcada hacia la preocupación social, política y satírica." Además, en este periodo también comienza la polémica entre el autor y los poetas vinculados al Diario de México. Ésta inició tras la publicación de un ataque contra Lizardi por parte de Juan María Lacunza, el 31 de octubre de 1811 en ese mismo periódico. El conflicto durará hasta 1817, fecha de disolución del Diario de México.
En marzo de 1812, la Constitución de Cádiz fue promulgada en todo el imperio español, garantizando la libertad de imprenta, a partir de lo cual Fernández de Lizardi fundó, el 9 de octubre de ese mismo año, el periódico más importante en la época de independencia: El Pensador Mexicano. En ese periódico se denunciaban las injusticias del virreinato, como la mala distribución de la riqueza, la pésima educación o los privilegios que gozaban algunas personas. En el número 9 de El Pensador Mexicano, publicado el 3 de diciembre de 1812, pide al virrey Francisco Xavier Venegas la abolición del tribunal militar para los clérigos insurgentes. Dos días después, el virrey suprime la libertad de imprenta y ordena la detención de Lizardi, quien escapó brevemente, pero fue capturado el 12 de diciembre; aunque continuó la publicación del periódico desde el encierro. Permaneció en la cárcel hasta julio de 1813, cuando fue liberado después de que el general Félix Calleja tomara posesión como Jefe Político Superior de Nueva España.
El Pensador Mexicano dejó de imprimirse en 1814, año en que se abolió la Constitución de Cádiz; sin embargo, siguió con su labor periodística, a pesar de la censura y amenazas que sufrió. Los periódicos que entre 1815 y 1816 sustituyeron al Pensador Mexicano fueron la Alacena de Frioleras y los Cajoncitos de la Alacena, además de Las sombras de Heráclito y Demócrito, el que contó con dos entregas y en el cual se presentó un diálogo ficcionado entre los fantasmas de esos dos filósofos clásicos. Después publicaría los periódicos El Conductor Eléctrico (1820), El Amigo de la Paz y de la Patria (1822), El Payaso de los Periódicos (1823), El Hermano del Perico que Cantaba la Victoria (1823) y Conversaciones entre el Payo y el Sacristán (1824-1825), este último es considerado por algunos como su obra más importante y culminación de su periodismo, por la fluidez del estilo, su ironía y su audacia".
Lizardi hacía todo el trabajo para publicar sus periódicos, lo que incluía redactar, corregir y distribuir.[cita requerida]

## Actividad novelística
En un contexto en el que realizar periodismo se volvía cada vez más difícil de llevar a cabo por la Restauración en España, la derogación de la Constitución de Cádiz y la derrota inicial de la insurgencia en la Nueva España, Lizardi decidió llevar a cabo el trabajo que ya había estado realizando con el periodismo a través de otros medios. Para ello escribió El Periquillo Sarniento (1816), novela con la cual puede continuar con su trabajo moralizador y educacionista, sirviéndose de la narración picaresca y la máxima horaciana de "enseñar al lector y entretenerlo". Escrito con el Gil Blas de Santillana como modelo, la novela es conocida por ser la primera escrita en Hispanoamérica, y se caracteriza por la introducción del lenguaje llano y popular en su prosa. Su recepción ha sido mixta: a veces alabada por su representación de la realidad mexicana, otras desdeñada por sus digresiones moralizantes.
Entre la escritura de las diferentes partes de El Periquillo, Lizardi escribió otras tres novelas: Noches tristes y día alegre (1819, 1831), La Quijotita y su prima (1818-1819) y la Vida y hechos del famoso caballero don Catrín de la Fachenda (1832). Las Noches tristes fueron escritas en imitación de las Noches lúgubres de José Cadalso, a su vez imitación de Las Noches de Edward Young. La Quijotita continuaba con el afán moralizador de Lizardi, ahora enfocado a las mujeres. Por su parte, Vida y hechos del famoso caballero don Catrín de la Fachenda fue escrita por Lizardi para "demostrarse a sí mismo y a sus críticos que podía escribir una verdadera novela sin incurrir en el fárrago tratadístico (la Quijotita), la imitación edificante (Noches tristes y día alegre) o el desorden picaresco (Periquillo)".

## Vida posterior y muerte
En 1821 se muestra solidario al Plan de Iguala y se une al Ejército Trigarante, nombrándosele director de la prensa insurgente en Tepotzotlán. Una vez decretada la independencia de México, publica el polémico panfleto Cincuenta preguntas del pensador a quien quiera responderlas, que aboga por la construcción de un sistema democrático liberal en la nueva nación, ganándose la antipatía de Agustín de Iturbide, miembro de la recién Junta Provisional Gubernativa y futuro monarca del Primer Imperio Mexicano, a quien ataca duramente durante los años siguientes.
A finales de 1824, siendo México ya una república federal, Lizardi es nombrado director de La Gaceta del Gobierno y recibe un sueldo de capitán retirado por sus servicios a favor de la insurrección.
José Joaquín Fernández de Lizardi murió el 21 de junio de 1827. Fue sepultado en el cementerio de la iglesia de San Lázaro, pero sus restos han desaparecido.

## Lizardi en el cine
- Un vago sin oficio (1958), basada en El Periquillo Sarniento y dirigida por Zacaría Gómez Urquiza, con Pompín Iglesias como El Periquillo.
- La antorcha encendida (1996) muestra los primeros años de Lizardi, así como sus estudios en Tepotzotlán, Estado de México, y en el Antiguo Colegio de San Ildefonso en 1793. También se recopila la escena donde, por culpa de los cartoncillos, su padre lo denuncia al Tribunal de la Santa Inquisición y uno de sus amigos le cuenta lo ocurrido en Cuautitlán, en ese estado.

## Obras

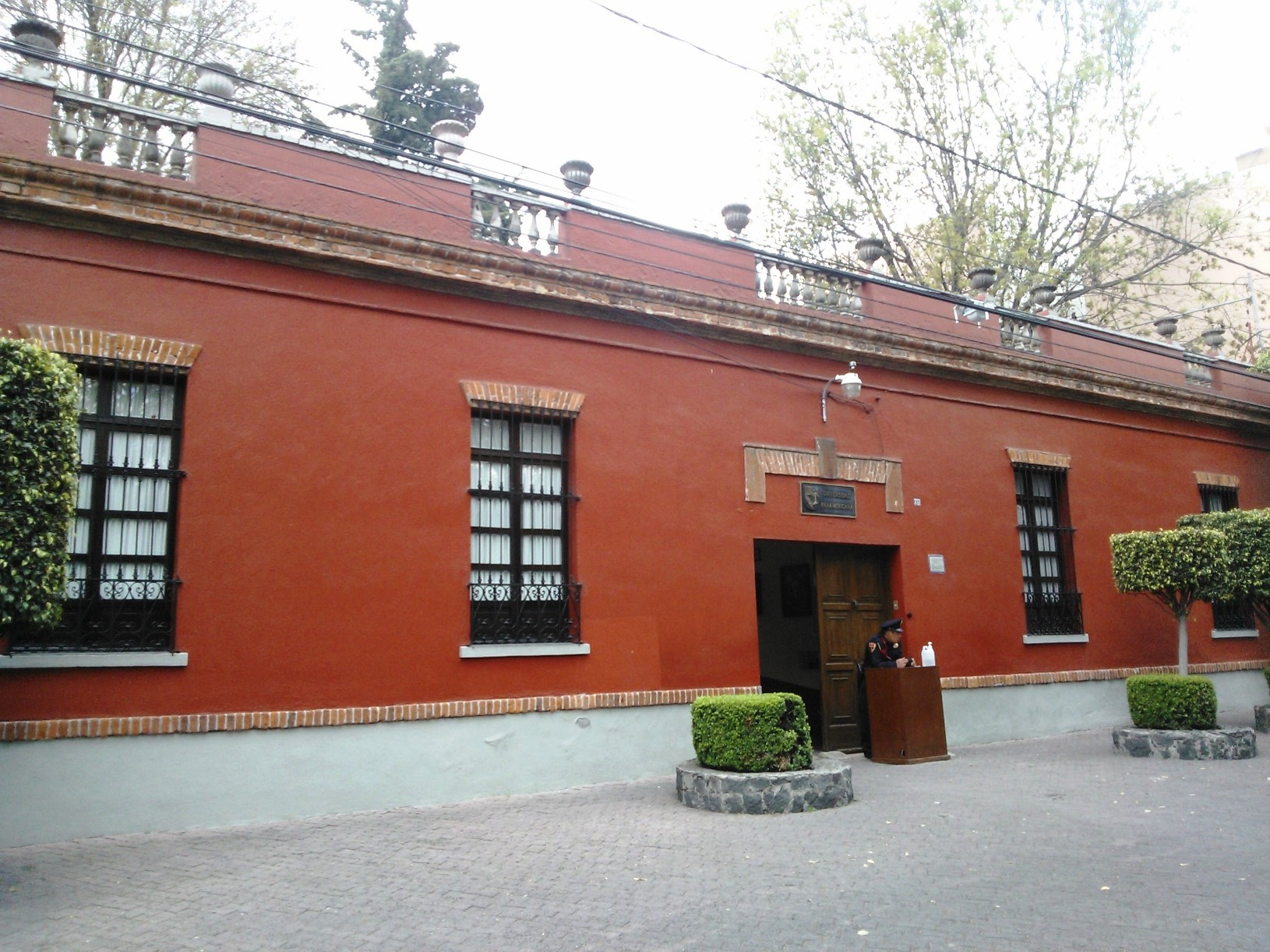
Casa de José Joaquín Fernández de Lizardi en Mixcoac.

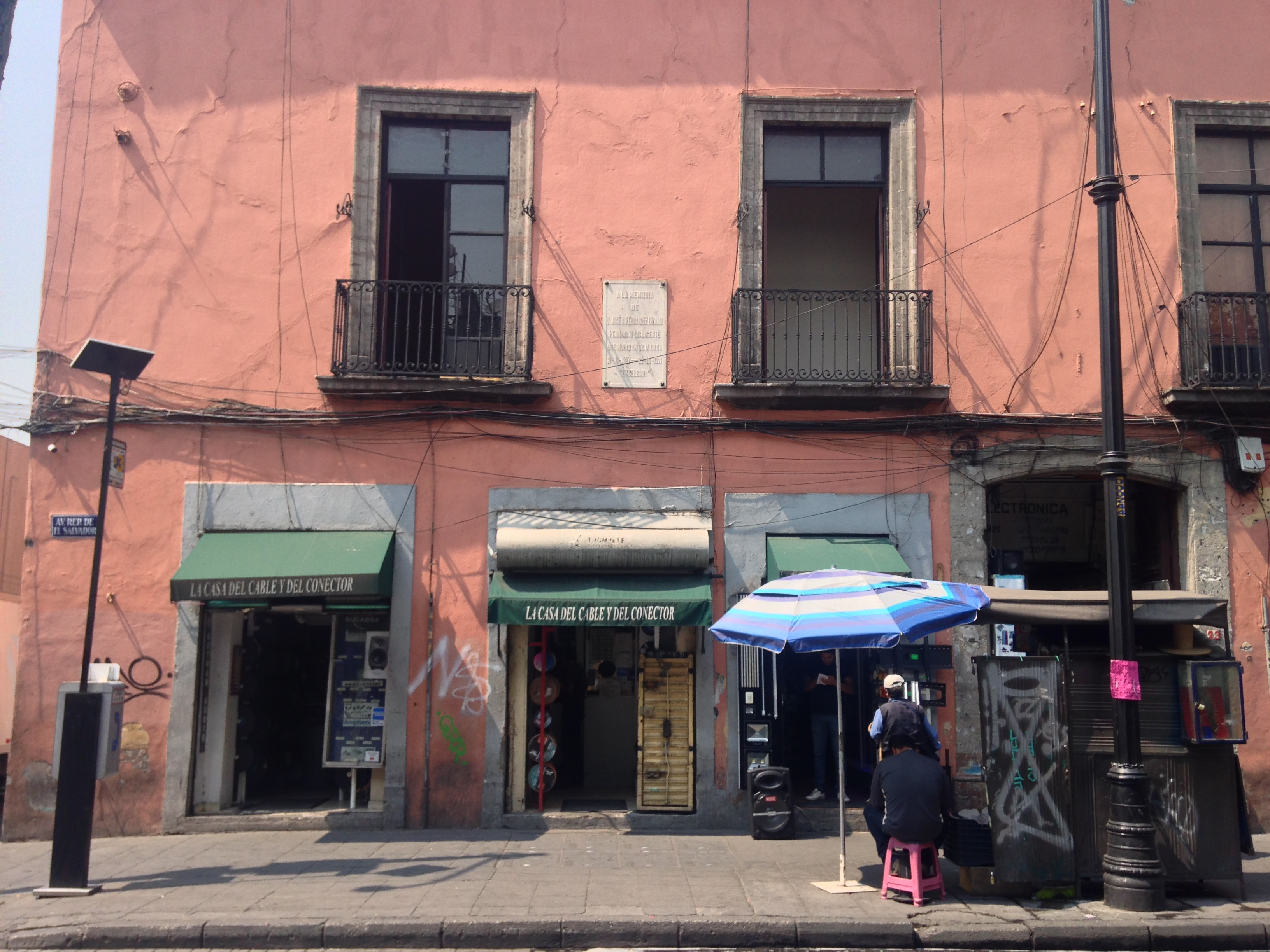
Casa donde murió Fernández de Lizardi, Centro Histórico de la Ciudad de México

- El Pensador Mexicano (1812), periódico.
- El Periquillo Sarniento (1816).
- La Quijotita y su prima (1818).
- Noches tristes y día alegre (1818).
- Vida y hechos del famoso caballero Don Catrín de la Fachenda (1832).
- El triste de Altamirano (1822).